# Козівський район
Козівськи́й райо́н — колишній адміністративний район у західній частині Тернопільської області. Утворений у січні 1940. Площа — 694 км². Населення — 38 тис. осіб (2017), із них 99,9 % — українці.
Ліквідований 19 липня 2020 року.

## Географія
Район межує з Тернопільським, Теребовлянським, Підгаєцьким, Бережанським, Зборівським районами області. Протяжність із півночі на південь 29,6 км, із заходу на схід — 37,8 км.
Клімат помірно-теплий, вологий.
Більша частина поверхні Козівського району — Тернопільське плато — слабохвиляста рівнина з висотами 300—400 м, на захід від річки Коропець переходить у Подільське горбогір'я, почленоване горбами, ярами і балками. Найвища відмітка біля села Дибще — 411 м.
Протікають річки Стрипа з притоками Восушка і Студенка, Коропець, Ценівка (притока — річка Золота Липа), є 37 рибоводних ставків.
Рельєф району сприятливий для механізованого обробітку ґрунту (84,5 % земельного фонду). Незначні площі зайняті природними луками і лісами (4,1 тис. га).
Населені пункти розташовані переважно в долинах річок.
Корисні копалини — вапняк, глина, пісок, торф (заплава річки Стрипа на північ від села Денисів), є джерела сірководних вод (село Козівка).
Ґрунти — чорноземи опідзолені, а також типові малогумусні, темносірі опідзолені, ясно-сірі лісові, лучні, лучно-болотні.

## Адміністративний поділ

У районі — смт Козова і Козлів та 53 села. Сучасні межі району встановлено 1965.

## Історія
Територія району заселена в добу пізнього палеоліту (38 тис. р. до Р. Х.).
У період Київської Русі тут були містечка Бродилів (нині село Купчинці) та Корсів (нині с. Конюхи), які зруйнували 1241 монголо-татари. За однією з версій, Бродилів був маєтком князя Ярослава Осмомисла.
У XIV—XVIII ст. Козівщина — під владою Польщі, 1772—1918 — Австрії, 1918—1919 належала до ЗУНР, 1919—1939 — Польщі, від вересня 1939 — в УРСР.
Тут діяли:
- від 1874 — товариство «Просвіта»,
- від 1878 — Братство тверезості,
- згодом товариства «Сільський господар», «Січ», «Сокіл», «Пласт», «Українська Бесіда», «Рідна школа».

Під час I світової війни чимало сіл і містечок Козівщини зруйновано. Від 1930-х діяли підпільні групи ОУН; у 1940—1950-ті — групи УПА.
До 1939 у краї функціонували читальні «Просвіти», кооперації, дитячі садки, жіночі товариства, фахові курси, економічні організації, зокрема «Маслосоюз». Козова та її околиці належали до Бережанського повіту, східна частина району — до Тернопільського.
Від липня 1941 до липня 1944 — німецько-нацистська окупація. 10 квітня 1945 вийшов 1-й номер районної газети «Радянське слово».
Від 1950 розвинулися харчова, меблева, машинобудівна промисловість, сільське господарство.
25 травня 2014 року відбулися Президентські вибори України. У межах Козівського району створено 47 виборчих дільниць. Явка на виборах складала — 80,69 % (проголосували 23 439 із 29 048 виборців). Найбільшу кількість голосів отримав Петро Порошенко — 61,41 % (14 394 виборців); Юлія Тимошенко — 16,67 % (3 907 виборців), Олег Ляшко — 9,13 % (2 139 виборців), Анатолій Гриценко — 6,94 % (1 626 виборців). Решта кандидатів набрали меншу кількість голосів. Кількість недійсних або зіпсованих бюлетенів — 0,58 %.

## Транспорт
Довжина автомобільних доріг району — 266 км, у тому числі з твердим покриттям — 220 км. Районом проходить автошлях E50. Через його територію проходить гілка газопроводу «Дашава-Київ».

## Промисловість
Найбільші підприємства Козівського району:
- ТОВ «Козова-цукор»,
- Козівське управління з експлуатації газового господарства ПАТ «Тернопільгаз»
- Козлівський спиртозавод,
- ВАТ «Козлівський цегельний завод»,
- виробничі цехи РайСТ,
- меблева фабрика ТЕМП та ін.

## Сільське господарство
На початок 2005 діяли сільськогосподарські підприємства підприємства:
- «Незалежність»,
- «Теофіпільське»,
- «Вікторівське»,
- «Слава».

## Населення
Розподіл населення за віком та статтю (2001)
| Стать | Всього | До 15 років | 15-24 | 25-44 | 45-64 | 65-85 | Понад 85 |
| --- | ------ | ----------- | ----- | ----- | ----- | ----- | -------- |
| Чоловіки | 19 199 | 4001        | 2720  | 5819  | 3943  | 2610  | 106      |
| Жінки | 22 637 | 3950        | 2585  | 5465  | 4942  | 5279  | 416      |
| \| Статево-вікова піраміда \| Статево-вікова піраміда \| Статево-вікова піраміда \| \| ----------------------- \| ----------------------- \| ----------------------- \| \| Чоловіки \| Вік \| Жінки \| \| 106 \| 85 + \| 416 \| \| 165 \| 80-84 \| 513 \| \| 452 \| 75-79 \| 1254 \| \| 962 \| 70-74 \| 1732 \| \| 1031 \| 65-69 \| 1780 \| \| 1019 \| 60-64 \| 1563 \| \| 797 \| 55-59 \| 1042 \| \| 1036 \| 50-54 \| 1182 \| \| 1091 \| 45-49 \| 1155 \| \| 1539 \| 40-44 \| 1462 \| \| 1432 \| 35-39 \| 1312 \| \| 1434 \| 30-34 \| 1347 \| \| 1414 \| 25-29 \| 1344 \| \| 1331 \| 20-24 \| 1264 \| \| 1389 \| 15-20 \| 1321 \| \| 1599 \| 10-14 \| 1573 \| \| 1383 \| 5-9 \| 1342 \| \| 1019 \| 0-4 \| 1035 \| |        |             |       |       |       |       |          |
| Статево-вікова піраміда |        |             |       |       |       |       |          |
| Чоловіки | Вік    | Жінки       |       |       |       |       |          |
| 106 | 85 +   | 416         |       |       |       |       |          |
| 165 | 80-84  | 513         |       |       |       |       |          |
| 452 | 75-79  | 1254        |       |       |       |       |          |
| 962 | 70-74  | 1732        |       |       |       |       |          |
| 1031 | 65-69  | 1780        |       |       |       |       |          |
| 1019 | 60-64  | 1563        |       |       |       |       |          |
| 797 | 55-59  | 1042        |       |       |       |       |          |
| 1036 | 50-54  | 1182        |       |       |       |       |          |
| 1091 | 45-49  | 1155        |       |       |       |       |          |
| 1539 | 40-44  | 1462        |       |       |       |       |          |
| 1432 | 35-39  | 1312        |       |       |       |       |          |
| 1434 | 30-34  | 1347        |       |       |       |       |          |
| 1414 | 25-29  | 1344        |       |       |       |       |          |
| 1331 | 20-24  | 1264        |       |       |       |       |          |
| 1389 | 15-20  | 1321        |       |       |       |       |          |
| 1599 | 10-14  | 1573        |       |       |       |       |          |
| 1383 | 5-9    | 1342        |       |       |       |       |          |
| 1019 | 0-4    | 1035        |       |       |       |       |          |

## Освіта
У районі діють:
- 42 ЗОШ,
- 1 музична школа,
- 1 гімназія,
- 1 ДЮСШ;

## Охорона здоров'я
У районі функціонують:
- 3 лікарні:
- Козівська центральна районна комунальна лікарня
- Козлівська районна комунальна лікарня
- Конюхівська дільнича лікарня
- 1 центр сімейної медицини — Комунальна установа «Козівський районний центр первинної медико-санітарної допомоги» до складу якого входять:
- 8 амбулаторій загальної практики сімейної медицини (смт Козова, смт. Козлів, с. Августівка, с. Денисів, с. Кальне, с. Конюхи, с. Криве, с. Ценів)
- 9 фельдшерсько-акушерський пунктів
- 31 фельдшерський пункт

## Культура
- 10 Будинків культури,
- 36 клубів,
- 2 кінотеатри,
- 43 бібліотеки.

Званням «народний» удостоєно:
- хор народної пісні «Червона калина»
- хорова капела та хор Будинку культури
- ансамбль танцю «Первоцвіт» у Козові
- хореографічні колективи «Юність», «Росинка»
- дитячий зразковий театр «Дивосвіт»
- ансамбль народної музики, духовний оркестр, оркестр народних інструментів
- кіностудія «Галичанка» у Козові
- жіночий вокальний ансамбль «Горлиця» с. Криве
- вокально-інструментальний ансамбль с. Августівка
- фольклорно-етнографічний ансамбль «Корса» с. Конюхи
- Теофіпільський зразковий духовий оркестр
- жіночий вокальний ансамбль смт Козлів

Усі вищезгадані — дипломанти обласних та всеукраїнських конкурсів.

## Релігія
Діючі церкви:
- УГКЦ — 44,
- УПЦ МП — 2,
- ПЦУ — 1,
- РКЦ — 1,
- ХВЄ — 3.

Парафії Української греко-католицької церкви на території Козівського району підпорядковані Козівському і Козлівському деканатам Тернопільсько-Зборівської архієпархії.

### Список усіх дерев'яних церков
| Назва села     | Патрон церкви          | рік побудови                      |
| -------------- | ---------------------- | --------------------------------- |
| Велика Плавуча | церква святого Миколая | 1750                              |
| Вимислівка     | святого Володимира     | 1990                              |
| Козівка        | Різдва Христового      | 1776                              |
| Конюхи         | Зіслання святого Духа  | 1607                              |
| Мала Плавуча   | святих Петра і Павла   | 1878                              |
| Хоростець      | св. Михайла            | 1918                              |
| Ценів          | св. Михаїла            | 1761 реставрована 1873 і 1972     |
| Щепанів        | Пресвятої Богородиці   | 1638                              |
| Кальне         | церква святого Миколая | 1720, добудована (подовжена 1989) |

## Пам'ятники
Пам'ятники І. Блажкевич (1989), Й. Вітошинському (1992) у с. Денисів, П. Думці (1994) — Купчинці, Я. Старуху (1997) — с. Золота Слобода, О. Дяківу-Горновому (1997) — с. Олесине.

## Спорт
У районі діють 3 футбольні клуби — <Таурів> «Старт» «Стрипа» «Слобідка», що виступають у першості області, 12 футбольних команд.

## Музеї
У с. Денисів є два державні музеї: історично-краєзнавчий (1967) та природи, також меморіальний музей І. Блажкевич (1988), у с. Бишки — музей національно-визвольної боротьби ім. Я. Бусела (1999). Функціонують відділення 3-х банків, кредитна спілка «Самопоміч».

## Відомі люди

### Народилися
- науковці Б. і О. Заставецькі, Є. Качан, Л. Кіндрацька,
- письменники І. Блажкевич, В. Вихрущ,
- літератори Г. Глинка, П. Думка, М. Косар, І. Кузів, М. Шарик, Т. Федорів,
- журналіст Т. Савків
- художники В. Беднарський, О. Білявський, Ц. Гошовський, Д. Млинко, Я. Струхманчук, Г. Ткачик, 0. Федорів,
- архітектори Л. Бачинський, Б. Білоус, Б. Габ'як, В. Гуль, Я. Гулько, Л. Королишин, І. Сонсядло,
- артисти Б. Кирилюк, О. Моленцька, М. Мазуркевич (Майк Мазуркі), О. Олійник,
- диригент, композитор Є. Корницький,
- військовик М. Маринович,
- діячі ОУН О. Дяків-Горновий та Я. Старух,
- краєзнавці Й. Габ'як, Б. Савак, В. Хома.

### Перебували
- Ірина Вільде, О. Дучимінська, М. Мушинка, Ф. Ржегорж, Іван Франко
- брати А. Курдидик, Я. Курдидик, та ін.

## Пам'ятки природи
У Козівському районі є Семиківський гідрологічний заказник.